# Aptinoderus
Aptinoderus es un género de coleópteros adéfagos perteneciente a la familia Carabidae. 

## Especies
Relación de especies:
- Aptinoderus cyaneus (Motschulsky, 1864)
- Aptinoderus cyanipennis (Chaudoir, 1876)
- Aptinoderus funebris (Peringuey, 1899)
- Aptinoderus peringueyi (Csiki, 1933)
- Aptinoderus umvotianus (Peringuey, 1904)